# Cooley Peninsula
Cooley Peninsula (z irl. Cuaille, dawniej Cuailghe) – pagórkowaty półwysep w hrabstwie Louth, w północno-wschodniej Irlandii. Znajdują się na nim Cooley Mountains sięgające 588 m n.p.m. (szczyt Slieve Foy). Od północy półwysep oblewają wody Carlingford Lough, od południa zaś – Dundalk Bay. Wokół półwyspu biegnie droga R173. Największymi miejscowościami na Cooley Peninsula są Omeath, Carlingford i Greenore.

## Galeria

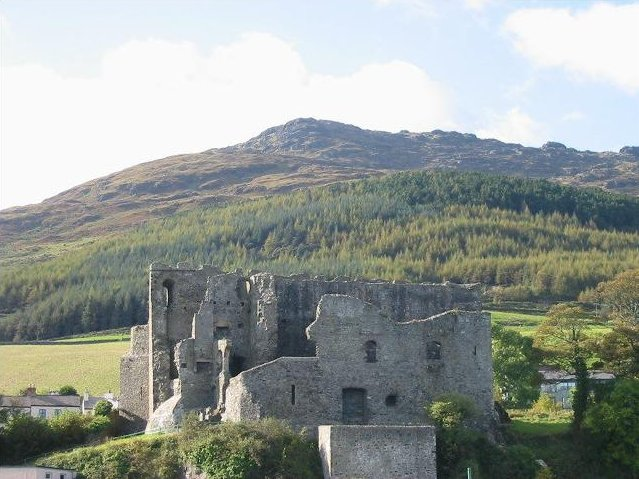
Zamek króla Jana w Carlingford
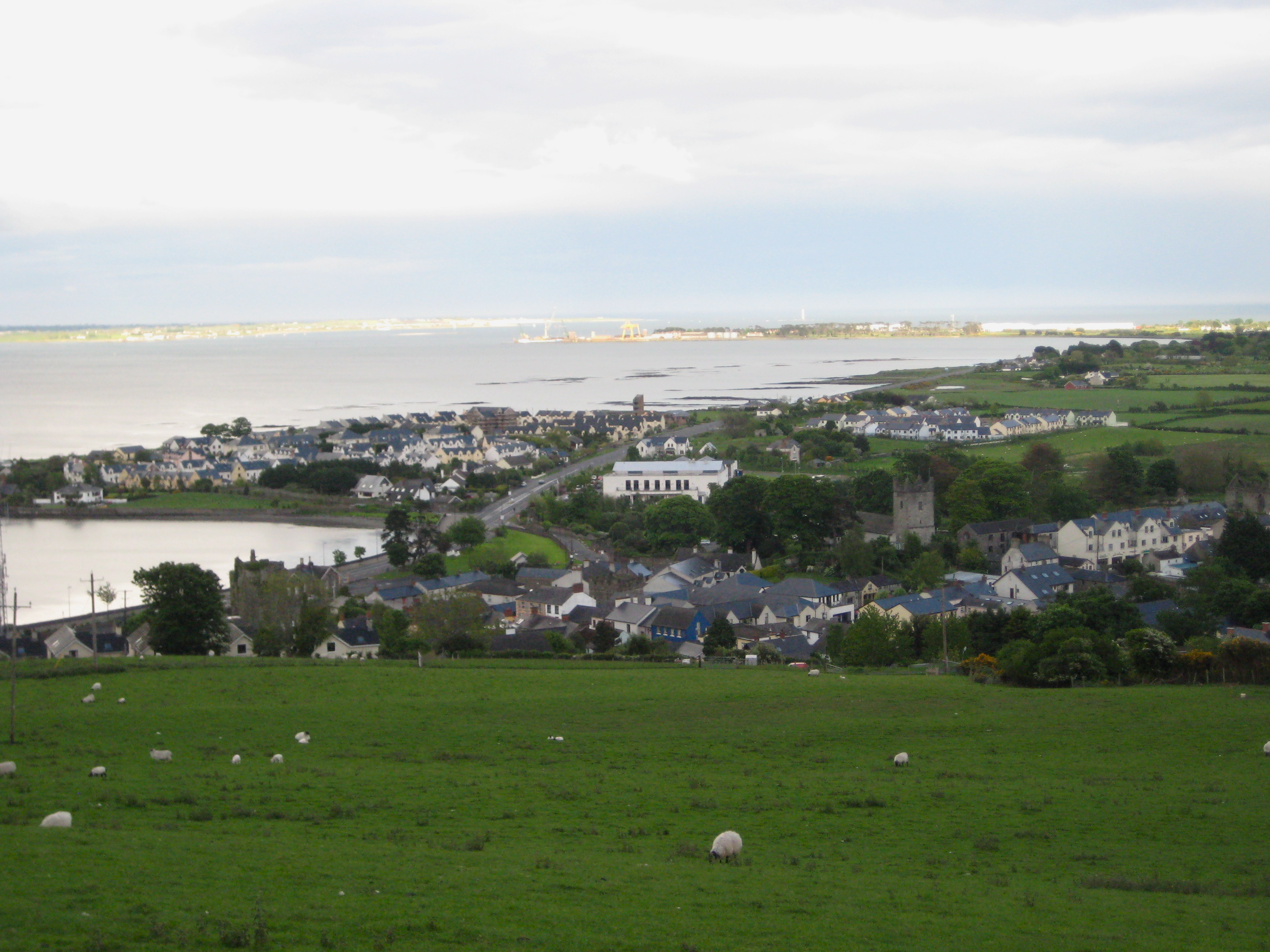
Carlingford
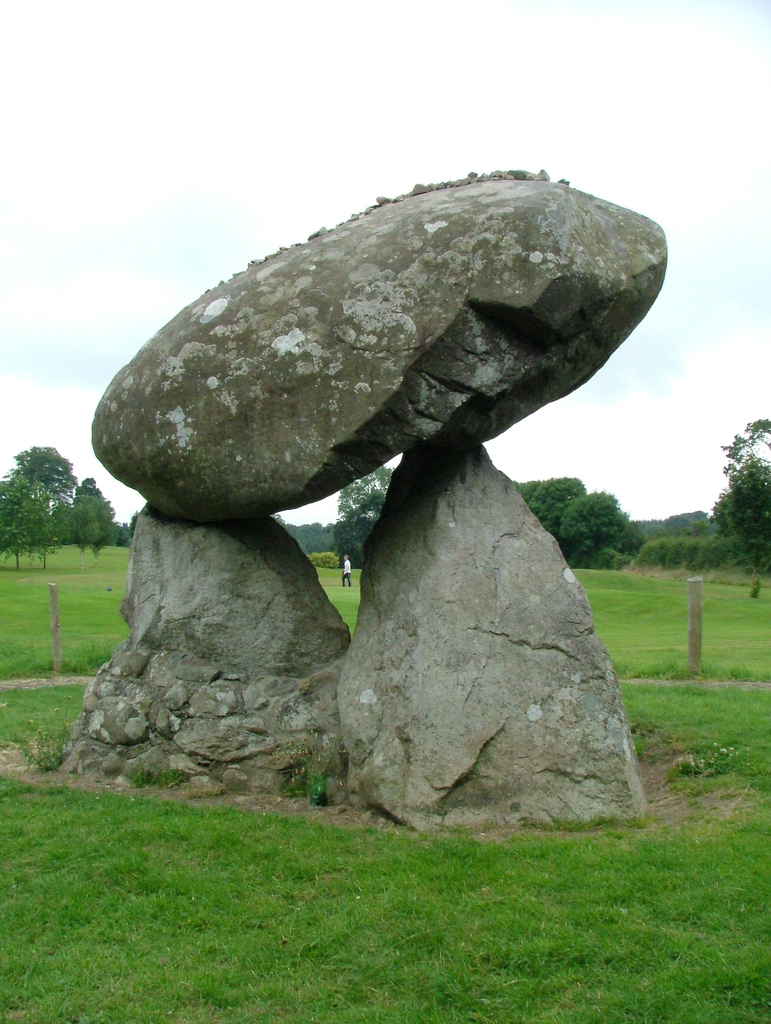
Proleek Dolmen
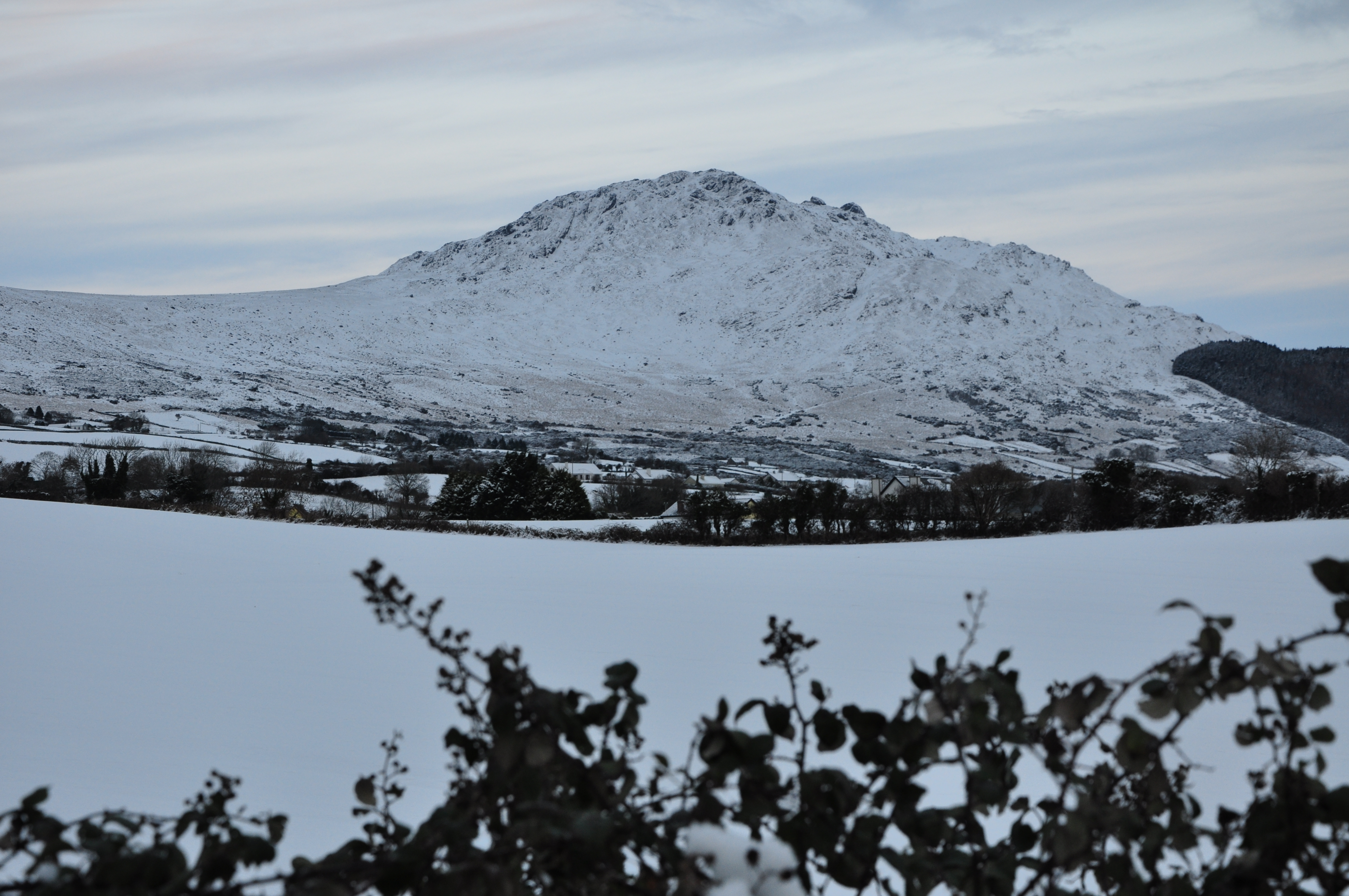
Slieve Foy zimą, widok od strony zatoki Dundalk
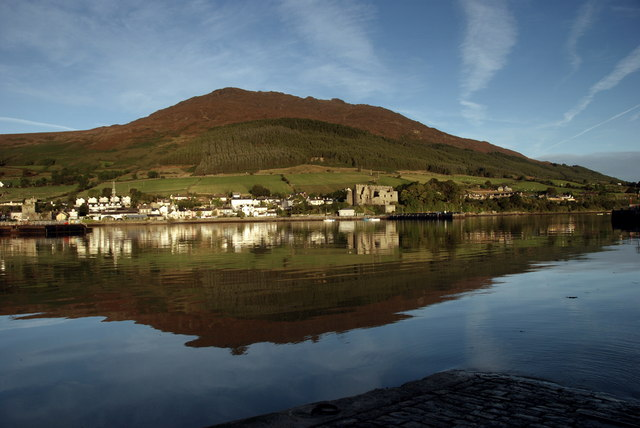
Cooley Peninsula od strony Carlingford Lough
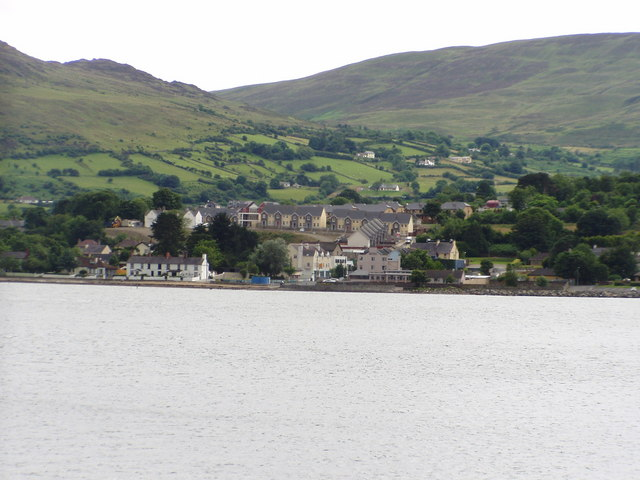
Omeath (widok na półwysep od strony Carlingford Lough)